# Santo Stefano di Cadore

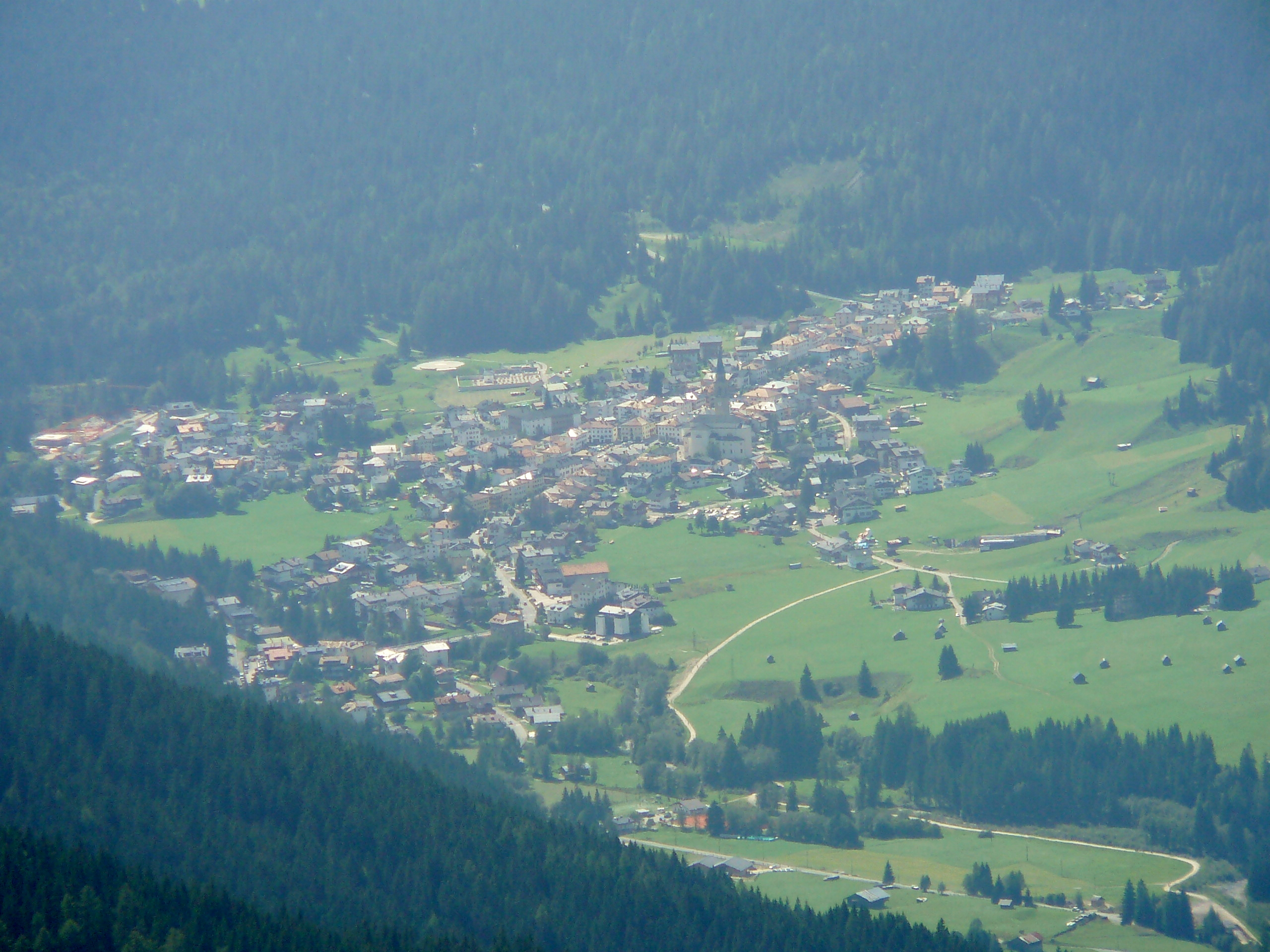
Blick auf Santo Stefano di Cadore

Santo Stefano di Cadore ist eine nordostitalienische Gemeinde (comune) mit 2320 Einwohnern (Stand 31. Dezember 2023) in der Provinz Belluno in Venetien. Die Gemeinde liegt etwa 50 Kilometer nordnordöstlich von Belluno im Cadore (bzw. im Comelico) und grenzt unmittelbar an die Region Friaul-Julisch Venetien und an die österreichischen Bundesländer Tirol und Kärnten. Hier fließt die Padola in den Piave. Bis 1894 hieß die Gemeinde noch Comelico Inferiore.

## Verkehr
Durch die Gemeinde führen die Strada Statale 52 Carnica von Venzone nach Innichen und die frühere Strada Statale 355 di Val Degano (heute eine Regionalstraße) von Villa Santina nach Santo Stefano di Cadore.